# دانشگاه صنعتی ساراواک
دانشگاه صنعتی ساراواک (UTS) دانشگاه خصوصی و دانشگاه ایالتی وابسته به دولت است، زیرا این دانشگاه به‌طور کامل تحت مالکیت یایاسان ساراواک قرار دارد، این دانشگاه در شهر سیبو ایالت ساراواک واقع شده است.

## تاریخچه
این دانشگاه در روز ۱ آوریل ۲۰۲۳ تحت عنوان «کالج دانشگاه صنعتی ساراواک» تأسیس شد. این اولین دانشگاه در ساراواک است که تحت تملک دولت ایالتی قرار دارد. دانشگاه صنعتی ساراواک به عنوان یکی از جدیدترین دانشگاه‌ها در مالزی به حساب می‌آید.

## تشکیلات
در سال ۲۰۱۸ این دانشگاه دارای ۱۴۰ عضو هیئت علمی و ۱۲۰ کارمند پشتیبانی بود. از ۱۴۰ عضو هیئت علمی، ۳۰ درصد آنها دارای مدرک پی‌اچ‌دی (PhD) بودند. در مجموع ۱٬۸۰۰ دانشجو در دانشگاه وجود داشت. در سال‌های ۲۰۱۶ و ۲۰۱۷، ۳۰۰ دانشجو فارغ‌التحصیل شده‌اند.

## محوطه دانشگاه و معماری

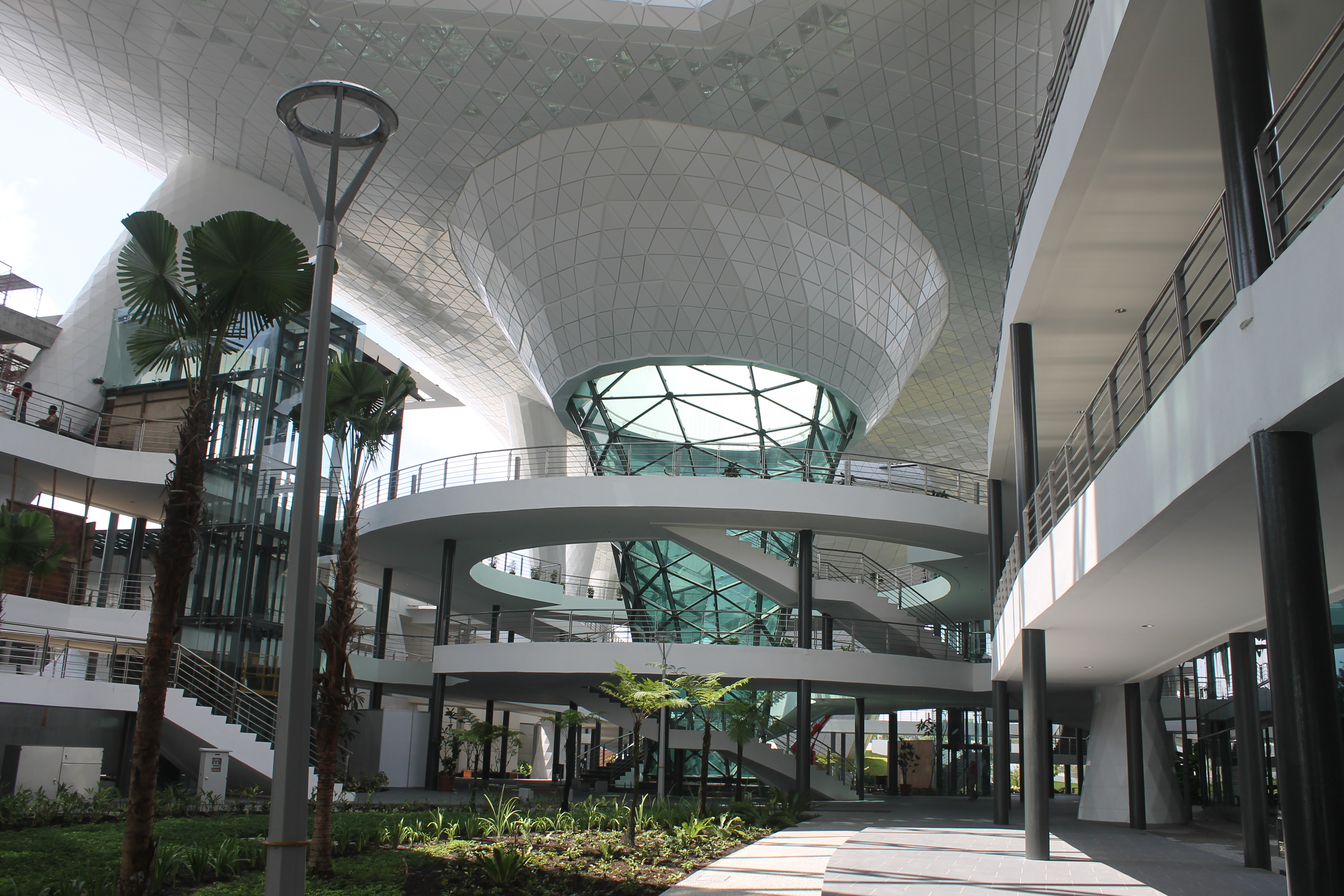
نمای درونی دانشگاه صنعتی ساراواک

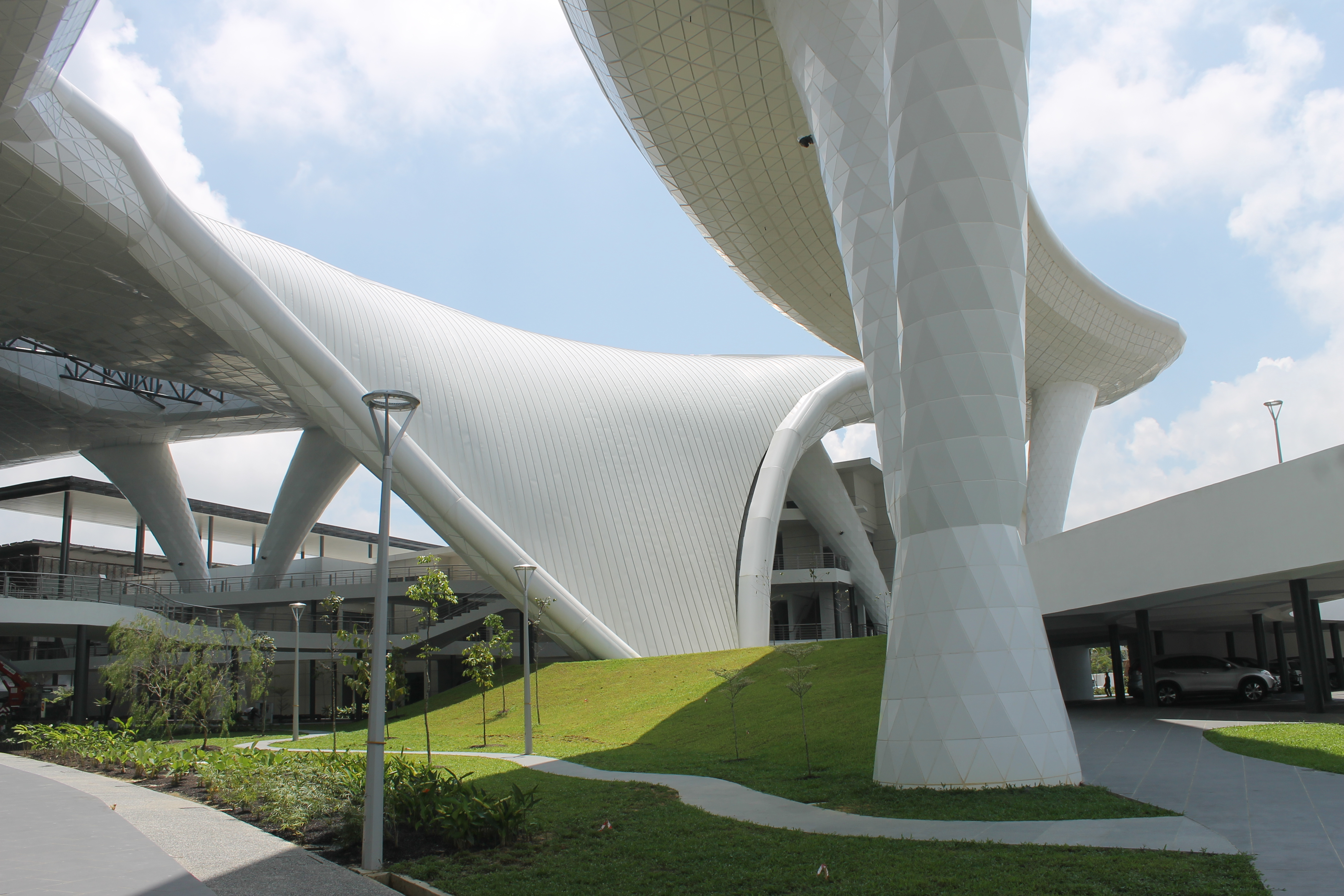
نمای بیرونی دانشگاه صنعتی ساراواک

فاز یک پروژه تکمیلی دانشگاه، توسط سازمان هوک پِنگ و شرکت مهندسی نعیم به عنوان شریک سرمایه‌گذاری، ساخته شد.
در سال ۲۰۱۵، عنوان اولین دانشگاه در جهان را کسب کرد که جایزه پلاتین (platinum award) را برای شاخص ساختمان سبز (GBI) دریافت نمود.